# La toma de la embajada
La toma de la embajada es una película del año 2000 basada en hechos reales dirigida por Ciro Durán. Esta es la cuarta película realizada por el conocido grupo de G3, con el cual Ciro Durán había realizado otras películas como "la nave de los sueños". Protagonizada por Demián Bichir y Fabiana Medina. La película, si bien no está inspirada en los libros Así nos tomamos la Embajada de Rosemberg Pabón ni Terror en la embajada de Diego Cortes Asencio, mantiene una mezcla de imágenes de archivo reales y relatos de ficción, siendo esto último interpretación del director.

## Sinopsis
Bogotá, 1980, durante el gobierno del presidente Turbay. Una célula urbana del Movimiento 19 de abril (M-19) invade la Embajada de la República Dominicana, tomando a 14 embajadores, como rehenes. Exigen que éstos sean canjeados por detenidos políticos. La película se centra en los hechos ocurridos durante esos dos meses de cautiverio. La trama de la película gira en torno al llamado Síndrome de Estocolmo, el vínculo de «admiración y cariño» que se crea entre rehenes y secuestradores. La película muestra cómo individuos de clases sociales e ideológicas diferentes pueden establecer una relación humana mientras se negocia la libertad de los cautivos.

## Reparto
Para esta película se contó con un gran elenco tanto colombianos como mexicanos y venezolanos: 
| - Demian Bichir - Rosemberg Pabón Comandante Uno - Fabiana Medina - Carmenza Cardona Londoño La Chiqui - Roberto Colmenares - Virgilio Lovera, embajador venezolano - Humberto Dorado - Diego Cortes Asencio, embajador estadounidense - Bruno Bichir - Ricardo Galán, embajador mexicano - Carlos Mariño - Tupa, el uruguayo - Claudio Fernández - Fernando Gómez Fyns, embajador uruguayo - Andrés Midon - Eliahu Barak, embajador israelí - Susana Torres - Vicky - Oscar Borda - Genaro - Manuel Busquets - Angelo Acerbi, nuncio apostólico - Vicky Hernández - Maria Elena Chassoul, embajadora costarricense | - José Edgardo Román - Coronel - Andrea Guzmán - María - Álvaro García - Geraldo Do Nascimento, embajador brasileño - Carlos Bertoal - Diógenes Mallol- embajador dominicano - Erika Acosta - Renata - Andrea Quejuán - Estela - Marta Maya - Emilia - Orlando Arenas - Alfredo - Iván Gutiérrez - Napo - José Luis Abadía - Pedro Roda - Mario Jurado - Santiago Bejarano - Dr. Martínez - Manuel José Chaves - Camilo - Patricia Maldonado - Enfermera | - David Olson- Edgar Seltzer, embajador austriaco - Raúl Santa - Salah Alouba, embajador egipcio - Joe Broderick - Embajador soviético - Joseph Fuzessy - Jean Bourgeois, embajador suizo - Jairo Orozco - Aquiles Pinto, embajador guatemalteco - Christopher Hardor - Pierre Henry Louis, embajador haitiano - Víctor Hugo Morant - Ramiro Zambrano - Jaime Barbini - Camilo Jiménez - Luis Fernando Montoya - Dr. Urdaneta, cardiólogo - Felipe Solano - Alfredo Vázquez Carrizosa - Ariel Waldman - Niño - Vanesa Navarro - Reportera - Alfredo Matiz - Presentador de TV - Eloísa Gil - Vicecónsul venezolana | - Enrique Tobón - Vicecónsul paraguayo - Mariela Rivas - Aida de Pinto, esposa del embajador guatemalteco - Elaiza Gil - Carmenza Gómez - Jaime Olaya - Edwin Paz - Humberto Rivera - Luis Gerardo Rocero - Jorge Romero - Pilar Uribe - Rey Vásquez - Toto Vega - Janeth Waldman |

## Premios
- Distribución y Promoción cinematográfica¸ Programa Ibermedia¸ 1999

### Festival de Cine Iberoamericano de Huelva
- Mención de la Prensa Internacional y de Radio Exterior, 26° Festival (España) 2000

### Festival Internacional de Cine de Cartagena de Indias
- Premio especial del jurado¸ 41° Festival (Colombia) 2001